# Macrotermes bellicosus
Macrotermes bellicosus  (лат.) — вид крупных термитов из рода Macrotermes Holmgren, 1909.

## Распространение
Распространён в Африке.

## Описание
Размер рабочих и солдат около 1 см, матки обычно имеют длину около 6 см и живут до 10 лет. Однако в период яйцекладки матки этого вида термитов могут достигать в длину 10,6 см и ширины 5,5 см. Это делает их крупнейшими представителями среди всех современных термитов. Самый длинный экземпляр матки, занесённый в Книгу рекордов Гиннесса в 2014 году, имел длину 14 см и ширину 3,5 см. Сооружают самые высокие земляные термитники (до 12,8 м), диаметр которых у основания достигает 30 м. Такие гнёзда зарастают комплексом растений, например, Digitaria sp., Pennisetum sp., Imperata cylindrica, Panicum maximum, Cynodon sp., Brachiaria sp., Commelina benghalensis, Oxalis corniculato и Bidens pilosa. На старых гнёздах встречается вид Lantana camara. Как и другие термиты этот вид поедает мёртвую древесину. Является вредителем зерновых культур, таких как кукуруза и просо.
Каста солдат у этого вида, как и у других представителей подсемейства Macrotermitinae представлена самками. Причём, и у солдат и у рабочих наблюдается внутрикастовый диморфизм, они бывают двух типов: малые и большие. Второй их тип появляется только на 4-6-й год развития колонии.
В гнездах и рабочих особях обнаружены симбиотические грибы рода Termitomyces. Причём процент грибов в кишечном тракте различен у разных функциональных групп термитов: фуражиры (3 %), няньки (23 %) и молодые рабочие (67 %).

## Фильмография
В 2006 году вышел документальный фильм «Осаждённая крепость» (fr:La citadelle assiégée), главными героями которого были термиты вида Macrotermes bellicosus.